# Cauchy-à-la-Tour
Cauchy-à-la-Tour je francouzská obec v departementu Pas-de-Calais v regionu Nord-Pas-de-Calais. V roce 2011 zde žilo 2 954 obyvatel.

## Sousední obce
Auchel, Calonne-Ricouart, Camblain-Châtelain, Ferfay, Floringhem

## Vývoj počtu obyvatel
Počet obyvatel 